# Морозова, Ксения Алексеевна
Ксе́ния Алексе́евна Моро́зова (урождённая Бориславская; 1880—1948) — российская пианистка, писательница, журналистка, поэтесса, переводчица

 и мемуаристка. Жена почётного академика АН СССР, учёного-дилетанта, поэта и писателя Николая Александровича Морозова (1854—1946).

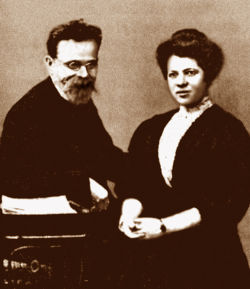
Н. А. и К. А. Морозовы, примерно 1910 г.

Окончила Екатерининский институт благородных девиц и фортепианное отделение Петербургской консерватории, выступала в Европе как пианистка. В 1907—1911 годах сотрудничала с газетой «Русские ведомости». Сообщается также о выполненных ею переводах на русский язык романов Пьера Луиса «Афродита», Роберта Хиченса «Голос крови», произведений Кнута Гамсуна и Герберта Уэллса.
В 1906 году в Петербургском салоне своей тёти, писательницы и переводчицы Марии Ватсон, Ксения Бориславская познакомилась с Николаем Морозовым, которому шёл 52-й год. 7 января 1907 года в церкви села Копань рядом с Борком (Мологский уезд, ныне Некоузский район Ярославской области) они обвенчались. Брак оказался счастливым, но бездетным. Для мужа (у которого она была второй женой) Ксения стала музой и ангелом-хранителем. Без её заботы недавно вышедший из тюрьмы, тяжелобольной Морозов вряд ли смог бы прожить столь долгую и плодотворную жизнь. Ксения Алексеевна занималась его корреспонденцией и помогала в опубликовании работ. В 1910 году Морозов посвятил жене сборник стихов «Звёздные песни».
Морозовой принадлежит ряд статей и мемуарных очерков о своём муже, в том числе изданная к 90-летию Морозова книга «Николай Александрович Морозов» (М.-Л.: Издательство Академии наук СССР, 1944).
В Российской Государственной Библиотеке имеются прижизненные издания К. А. Морозовой для детей:
- В царстве сказки / Предисл. Николая Морозова; Ил. Е. Анохиной-Лебедевой. — М.: Т-во И. Д. Сытина, 1911.
- Зимние сказки / Ил. Е. Анохиной-Лебедевой. — М.: Т-во И. Д. Сытина, 1915.

Ксения Морозова пережила мужа на два года и похоронена в борковском парке рядом с супругом.